# Distretto di Bajanhajrhan
Il distretto di Bajanhajrhan è uno dei ventiquattro distretti (sum) in cui è suddivisa la provincia del Zavhan, in Mongolia. Conta una popolazione di 1.968 abitanti (censimento 2005). 